# ماجالينغكا
ماجالينغكا (بالإنجليزية: Majalengka)‏ هي حي إندونيسي تقع في إندونيسيا في جاوة الغربية. يقدر عدد سكانها بـ 1,204,379 نسمة ومساحتها 1,204.24 كم2 .